# Sigvard Bernadotte
Pour les articles homonymes, voir Bernadotte.
Sigvard Oscar Fredrik Bernadotte, duc d'Uppland puis comte de Wisborg, né le 7 juin 1907 au château de Drottningholm et mort le 4 février 2002 à Stockholm (Suède), est un designer industriel et illustrateur suédois. Il est le deuxième fils du roi Gustaf VI Adolf et de sa première femme, la princesse Margaret de Connaught.

## Biographie

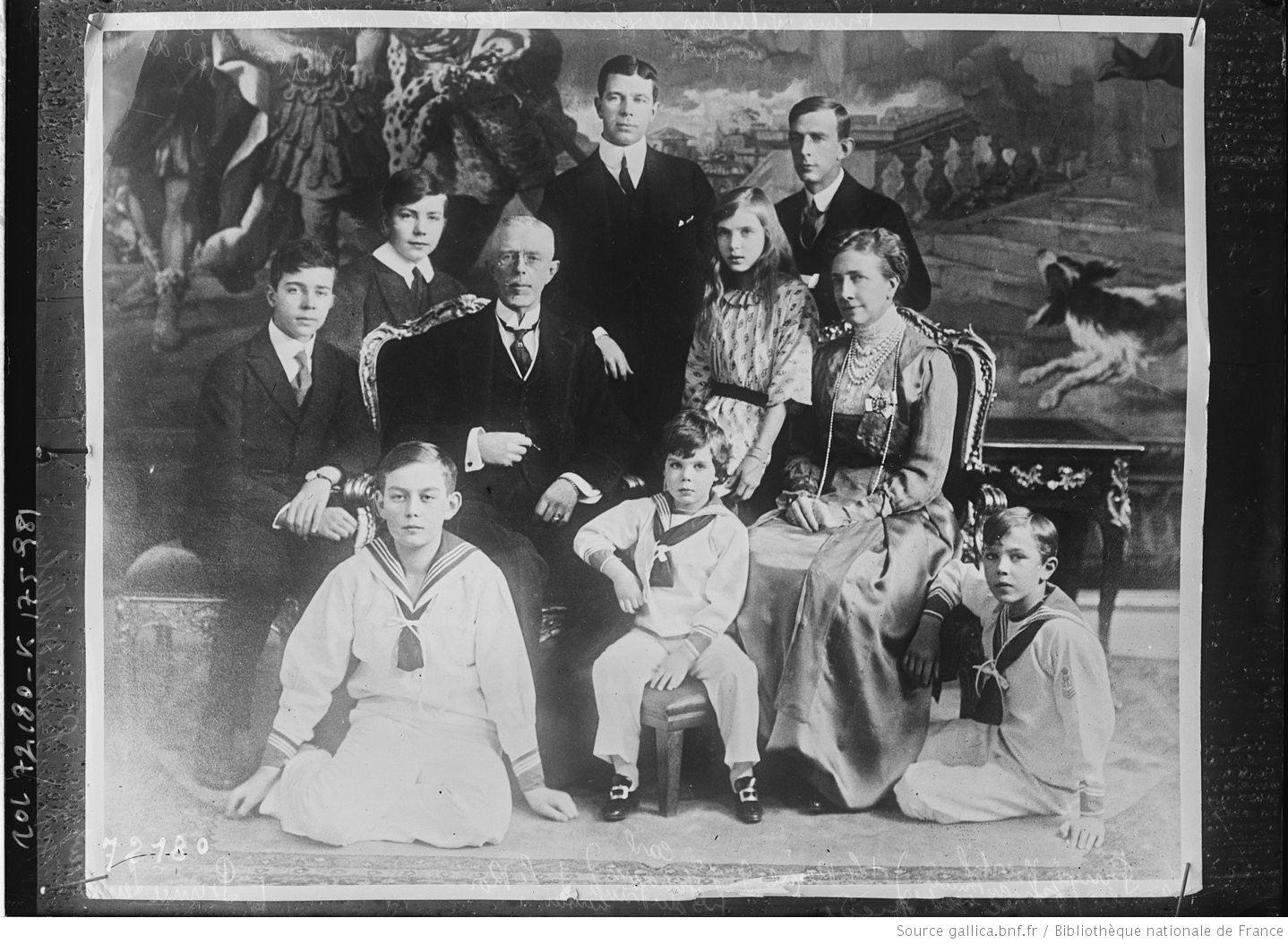
La famille royale de Suède en 1922. De haut en bas et de droite à gauche: prince Wilhelm, princesse Ingrid, futur roi Gustave VI, prince Gustave Adolphe et prince Sigvard, prince Bertil, reine Victoria, prince Carl Johann, roi Gustave V, prince Lennart.

Sigvard est le frère de la reine Ingrid de Danemark, ainsi que l'oncle du roi Carl XVI Gustaf de Suède, de la reine Margrethe II de Danemark et de la reine Anne-Marie de Grèce (née Anne-Marie de Danemark).
Il effectue ses études aux écoles des beaux-arts de Stockholm et de Munich. 
En 1930, il exécute les décors pour l'opéra-bouffe le Dernier soupir du More . 
En 1932, le prince Sigvard de Suède prépare les décors d'une pièce au théâtre Gostman Ekman à Stockholm.Cette pièce met en scène la vie du roi Charles Jean XIV.
Le 9 mars 1934, il épouse une roturière, Erica Patzek (1911-2007), et cette mésalliance, même si le souverain a donné son consentement, le prive de son titre princier et l'exclut de l'ordre de succession. Le jeune couple passe sa lune de miel sur la Côte d'Azur. À cette époque, Sigvard résidait à Berlin et travaillait en tant que décorateur dans un studio de cinéma.
En 1935, Sigvard et sa femme déménagent à Hollywood. Il est nommé assistant aux prises de vues de The Perfect Gentleman.

« Je suis heureux. J'ai une charmante femme, un travail, et une maison. Donc pourquoi devais-je désirer un trône ? »

— Sigvard Bernadotte, dans l'International Herald Tribune du 22 mars 1935, p.2
En 1937, Sigvard est conseiller technique dans le film Le prisonnier de Zenda . Il est également peintre collaborateur pour le pavillon du Danemark au sein de l'Exposition international de 1937.
En 1941, le prince habite déjà depuis quelques années au Danemark et il est chargé des travaux de décorations de Noël pour le théâtre Apollo à Copenhague . 
En 1943, il divorce et se remarie 12 jours plus tard avec une autre roturière, Sonja Christensen Robbert (1909-2004) qui lui donne un fils, Michael Bernadotte, en 1944. En 1961, il divorce de nouveau et se marie, pour la troisième fois, avec l'actrice de cinéma Gullan Marianne Lindberg (1924-2025), ex-épouse de Gabriel Tchang (1919-1980), fils de l'ambassadeur chinois en poste à Stockholm. Le 2 juillet 1951, appelé prince Bernadotte dans les documents, il est aussi créé comte de Wisborg par la grande-duchesse Charlotte de Luxembourg.
Sigvard Bernadotte crée, en collaboration avec l'architecte danois Acton Bjorn, le premier bureau de design industriel indépendant en Scandinavie : Bernadotte & Björn. L'entreprise est alors située à Copenhague et de nombreux jeunes talents, dont Jacob Jensen, y ont travaillé.
En 1983, Sigvard se présente devant la Cour européenne des droits de l'homme afin d'être officiellement reconnu en Suède comme prince Sigvard Bernadotte. Cette dernière déclare la cause admissible en 2004, mais, à cette date, le prince était déjà mort. Il déclare à ce sujet « Je suis né prince, je vais mourir prince ».
À partir de 1994 et jusqu'en 2002, il est le plus vieil arrière-petit-enfant encore en vie de la reine Victoria. Et quand il atteint l'âge de 94 ans, il est celui de tous ses arrière-petits-enfants qui avait vécu le plus longtemps.
Il meurt le 4 février 2002. Il est inhumé au cimetière royal d'Haga.

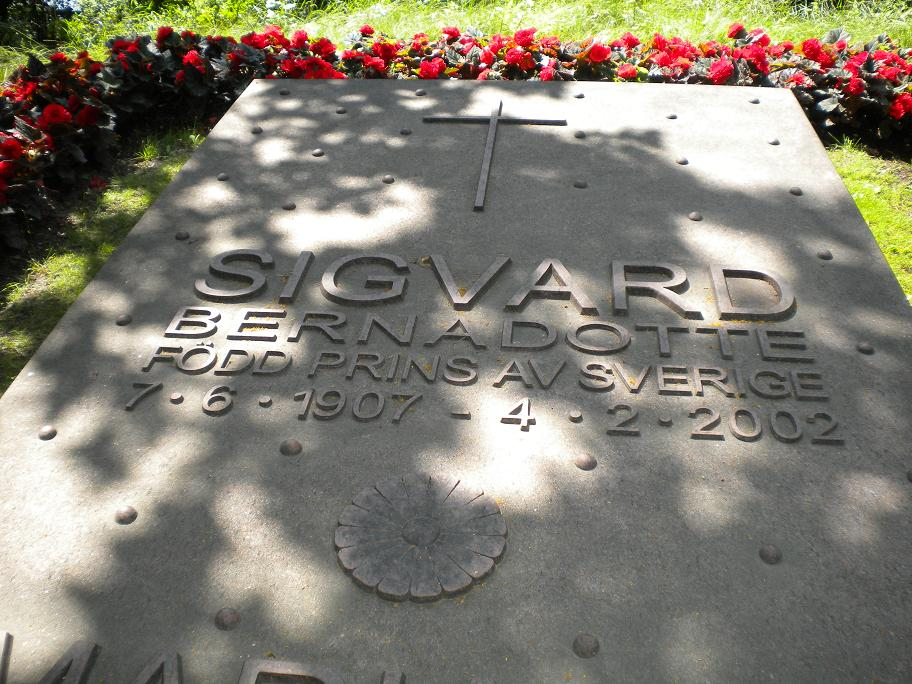
Sépulture du prince Sigvard.
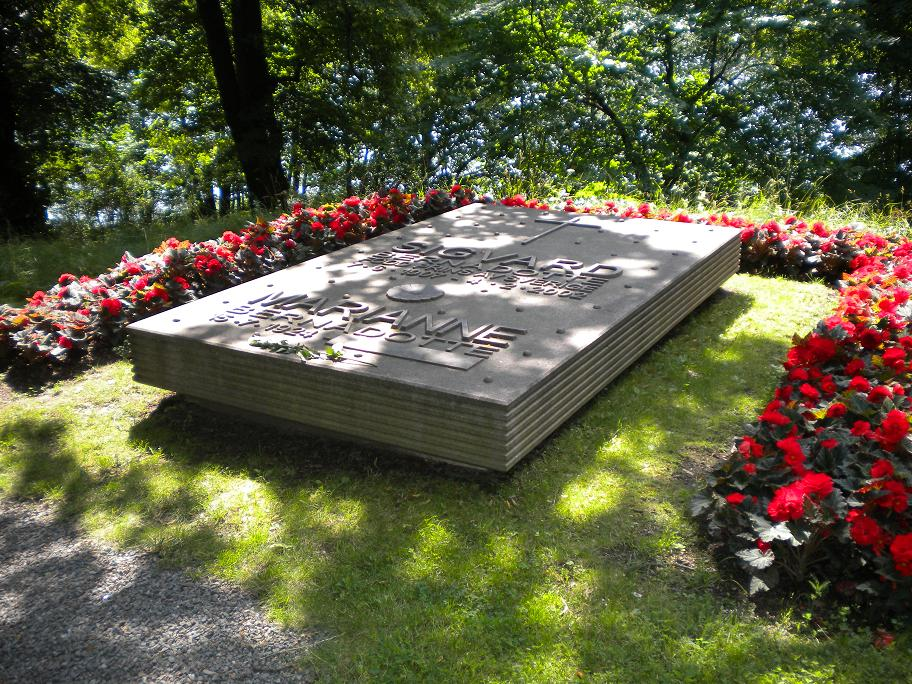
Sépulture du prince Sigvard.

Armoiries du prince Sigvard, duc de Uppland de 1907 à 1934.
Armoiries données par le roi Gustave V en 1935.
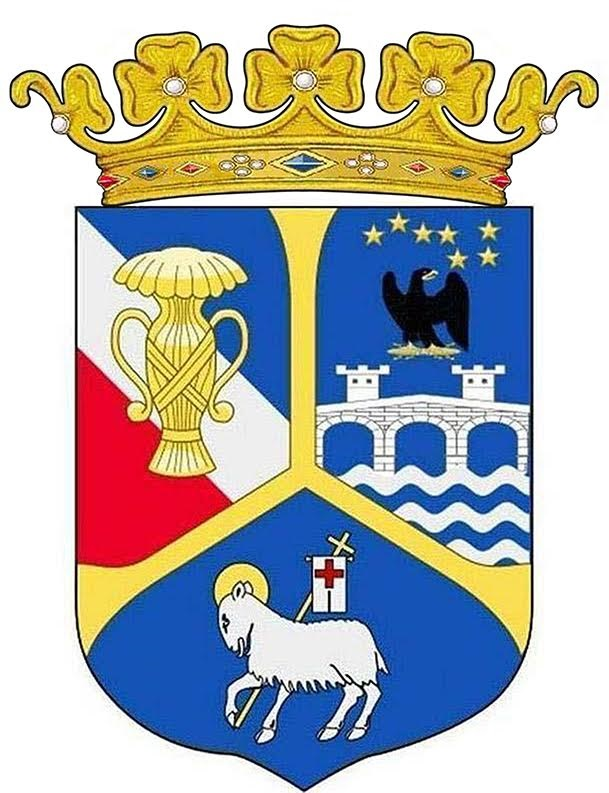
Armoiries du prince Sigvard Bernadotte dans la noblesse Luxembourgeoise[15].
Armoiries des comtes de Wisborg données par la grande-duchesse Charlotte de Luxembourg en 1951.

## Vie professionnelle
Sigvard Bernadotte est l'un des plus fameux designers de Suède, et exerce ses talents dans de nombreux domains, depuis les objets luxueux en argent jusqu'à des objets en plastique pour un usage de tous les jours. Il crée notamment les célèbres Bols de préparation Rosti Mepal dont le nom commercial « Margrethe » correspond au prénom de l'une de ses nièces, la princesse Margrethe, devenue en 1972 reine de Danemark. 

Créations du prince Sigvard
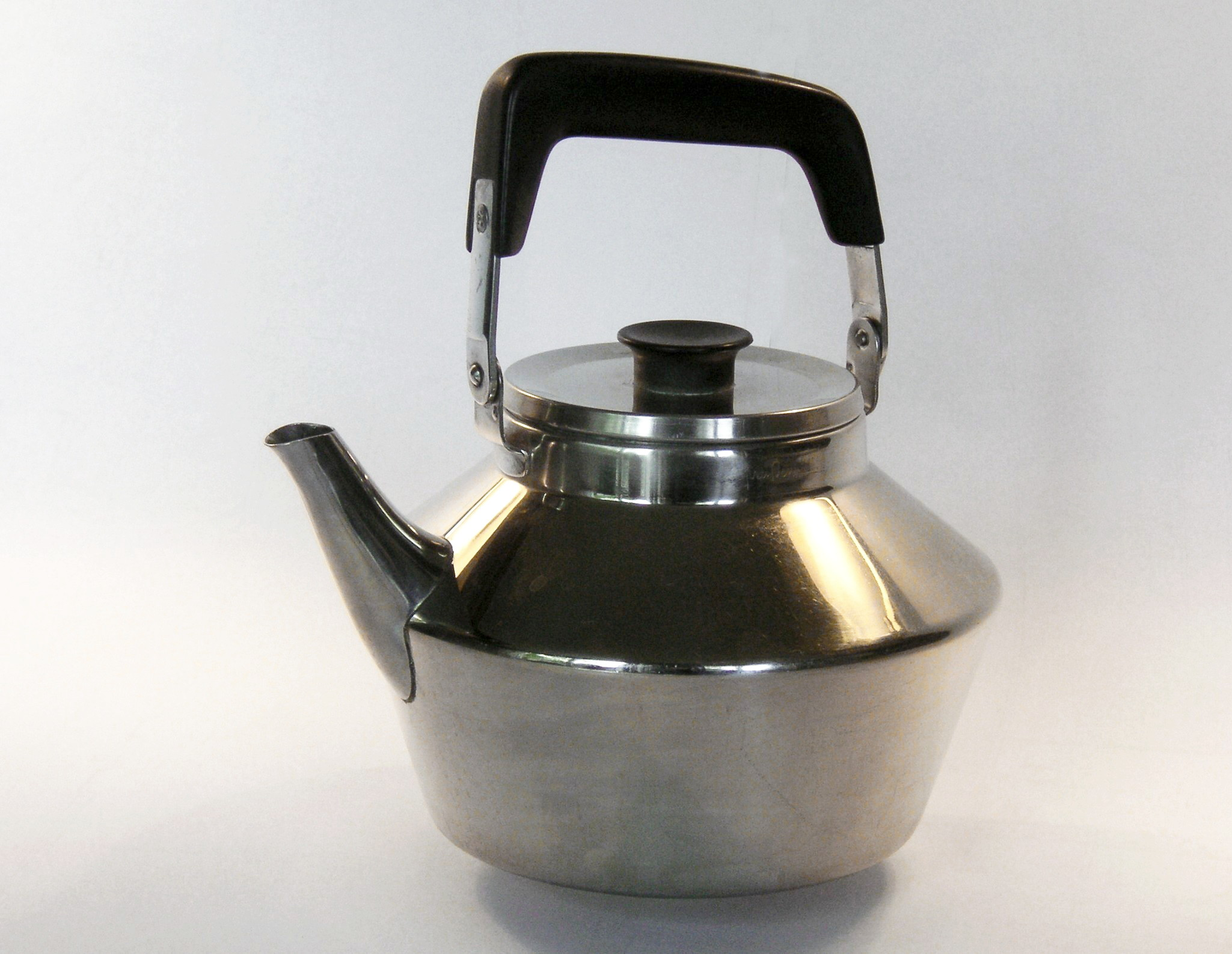
bouilloire
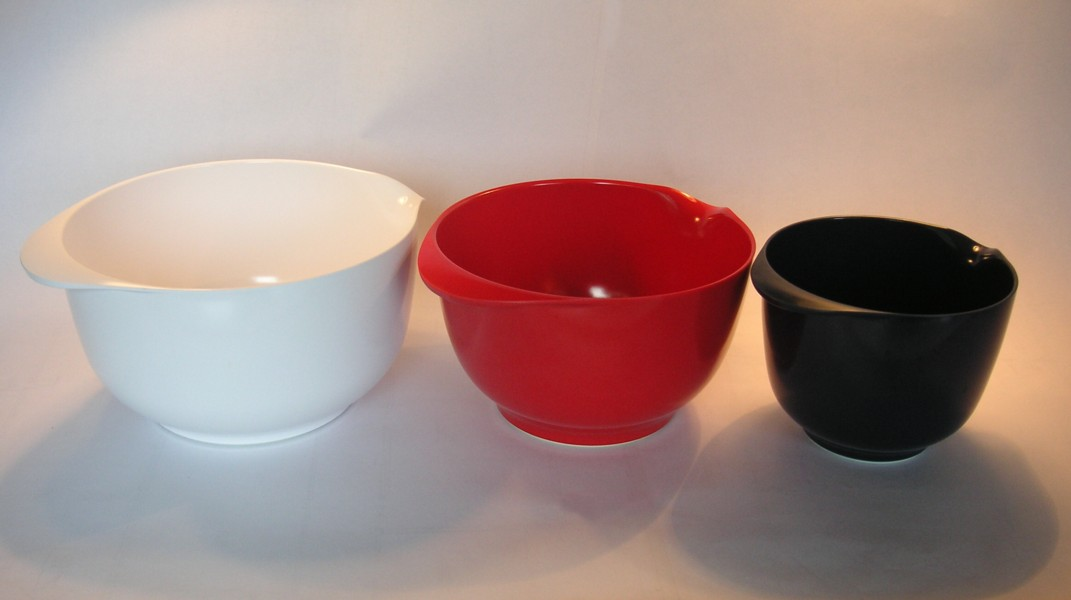
bols
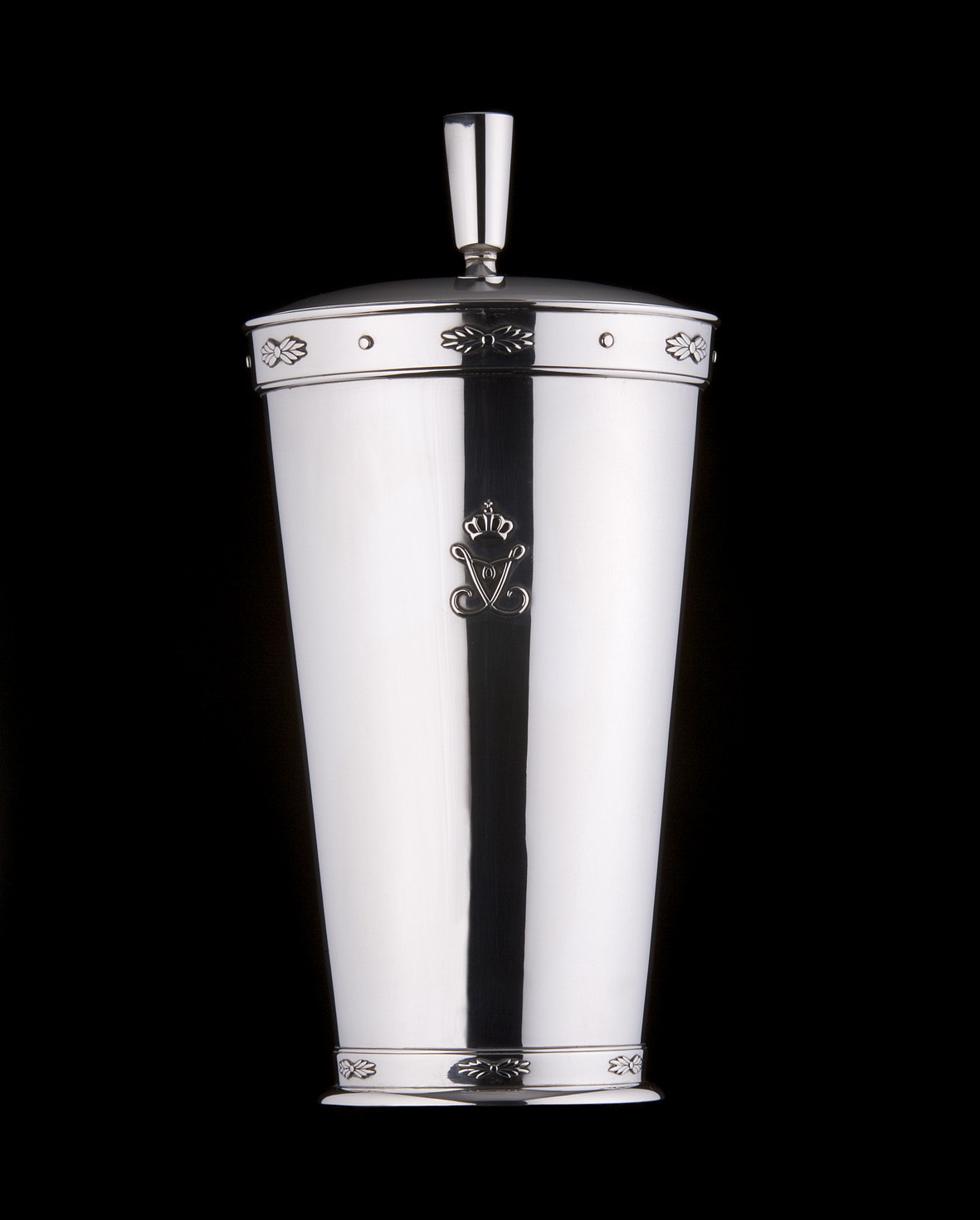
trophée

## Autres fonctions
- Cofondateur de la Föreningen Svenska Industridesigners[16]
- Président du Conseil international des sociétés de design industriel[16]